# Gång
För andra betydelser, se Gång (olika betydelser).
Gång är det sätt varvid djur med ben huvudsakligen förflyttar sig på land. Hos människan skiljer sig gång från löpning genom att bara en fot åt gången lämnar marken; hos fyrfota djur indelas sätten att förflytta sig oftare i olika  gångarter.
Förutom ett transportsätt, är gång även en motions- och fritidssysselsättning, och kallas då ofta promenad eller att promenera och sker längs promenadstråk. Typisk promenadhastighet eller gånghastighet är ungefär fem till sex kilometer i timmen. Under 1990-talet lanserades ett nytt sätt att öka hastigheten och pulsen under gång med hjälp av stavar, stavgång. Gång i natur och vildmark kallas ofta för vandring, exempelvis fjällvandring.
Arbetsfysiologisk forskning om att gå till arbetet har lett till en folkhälsorekommendation om 6 000 transportsteg fem dagar i veckan under hela året för att nå optimala hälsoeffekter.
Hjärnans och nervsystemets styrning av gång är en viktig del av det motoriska systemet. 
Barn brukar lära sig gå någonstans mellan 9 och 15 månaders ålder.
Idrottsgrenen gång ingår i de olympiska spelen sedan OS i London år 1908.